# Torneo Internazionale dell'Amicizia di Ginevra 1947
Il Torneo Internazionale dell'Amicizia di Ginevra 1947 fu l'ottava edizione del Torneo Internazionale dell'Amicizia di Ginevra. Venne vinta dal Modena, in finale contro il Servette.

## Semifinali
| Ginevra 22 agosto 1947                                                              | Servette  | 4 – 2           | Malines | Stade de Genève |
| \| \| \| \| \| Jacques Fatton Facchinetti Morier \| Marcatori \| Albert De Cleyn \| |           |                 |         |                 |
|                                                                                     |           |                 |         |                 |
| Jacques Fatton Facchinetti Morier                                                   | Marcatori | Albert De Cleyn |         |                 |

| Ginevra 23 agosto 1947                                                 | Modena    | 2 – 0 | Viktoria Žižkov | Stade de Genève |
| \| \| \| \| \| Walter Del Medico, Walter Del Medico \| Marcatori \| \| |           |       |                 |                 |
|                                                                        |           |       |                 |                 |
| Walter Del Medico, Walter Del Medico                                   | Marcatori |       |                 |                 |

## Finale 3º/4º posto
| Ginevra 24 agosto 1947                                                      | Malines   | 3 – 1      | Viktoria Žižkov | Stade de Genève |
| \| \| \| \| \| Albert De Cleyn Henrik Coppens \| Marcatori \| Otto Novák \| |           |            |                 |                 |
|                                                                             |           |            |                 |                 |
| Albert De Cleyn Henrik Coppens                                              | Marcatori | Otto Novák |                 |                 |

## Finale
| Ginevra 24 agosto                                                                                  | Modena    | 4 – 0 | Servette | Stade de Genève |
| \| \| \| \| \| Adriano Zecca Valerio Cassani Walter Del Medico Renato Brighenti \| Marcatori \| \| |           |       |          |                 |
| |           |       |          |                 |
| Adriano Zecca Valerio Cassani Walter Del Medico Renato Brighenti                                   | Marcatori |       |          |                 |